# جورج هيكس
جورج هيكس (بالإنجليزية: George Hicks)‏ (30 أبريل 1902 بسالفورد في المملكة المتحدة - ) هو لاعب كرة قدم بريطاني في مركز جناح ‏. لعب مع برمنغهام سيتي وسويندون تاون ومانشستر سيتي ومانشستر يونايتد ونادي بريستول روفيرز ونادي روذرهام يونايتد وDroylsden F.C. ‏ وManchester Central F.C. ‏ وManchester North End F.C. ‏.